# Ron Holland
Ronald Dewayne "Ron" Holland II (Duncanville, Texas; 7 de julio de 2005) es un baloncestista estadounidense que pertenece a la plantilla de los Detroit Pistons de la NBA. Con 2,03 metros de estatura, juega en la posición de ala-pívot.

## Trayectoria deportiva

### Primeros años
Holland creció en Duncanville, Texas y asistió a la escuela secundaria de Duncanville. Como estudiante de primer año promedió 4,5 puntos, 3,5 rebotes y 0,5 asistencias por partido. Duncanville High School ganó el campeonato estatal, el primero que conseguía desde 2007.
En su temporada junior llevó a Duncanville a un récord de 35-1 y un tercer campeonato estatal consecutivo con unos promedios de 15,9 puntos, 7,9 rebotes, 2,9 asistencias y dos robos por partido. En su último año promedió 20,3 puntos, 10,1 rebotes, 2,4 asistencias y dos robos por partido mientras anotaba el 54,4 por ciento en tiros de campo y el 79,3 por ciento desde la línea de tiros libres para guiar a los Panthers a un récord de 29-1. Acumuló más de 1.500 puntos y 900 rebotes durante sus cuatro años en Duncanville.
Fue seleccionado para disputar el McDonald's All-American Game de 2023, en su temporada senior. También fue incluido en el equipo USA del Nike Hoop Summit.

### Profesional
Tras acabar su ciclo de secundaria, se comprometió a jugar baloncesto universitario con Texas por encima de ofertas de Kentucky, Memphis, Kansas, Arkansas, Oklahoma State, UCLA y Oregon. Pero tras solicitar liberarse de su compromiso, finalmente decidió que no jugaría baloncesto universitario, para hacerlo directamente en el NBA G League Ignite de la G League, de forma profesional. Jugó una temporada en la que promedió 20,6 puntos, 6,3 rebotes y 3,0 asistencias por partido.
El 27 de junio de 2024 fue elegido en la quinta posición del draft de la NBA de 2024 por los Detroit Pistons.

## Estadísticas de su carrera en la NBA

### Temporada regular
| Año     | Equipo  | PJ | PT | MPP  | %TC  | %3P  | %TL  | RPP | APP | ROB | TPP | PPP |
| ------- | ------- | -- | -- | ---- | ---- | ---- | ---- | --- | --- | --- | --- | --- |
| 2024-25 | Detroit | 81 | 2  | 15.6 | .474 | .238 | .754 | 2.7 | 1.0 | .6  | .2  | 6.4 |
| Total   | Total   | 81 | 2  | 15.6 | .474 | .238 | .754 | 2.7 | 1.0 | .6  | .2  | 6.4 |

### Playoffs
| Año   | Equipo  | PJ | PT | MPP | %TC  | %3P  | %TL  | RPP | APP | ROB | TPP | PPP |
| ----- | ------- | -- | -- | --- | ---- | ---- | ---- | --- | --- | --- | --- | --- |
| 2025  | Detroit | 5  | 0  | 6.8 | .000 | .000 | .900 | 1.2 | .0  | .0  | .2  | 1.8 |
| Total | Total   | 5  | 0  | 6.8 | .000 | .000 | .900 | 1.2 | .0  | .0  | .2  | 1.8 |